# Marbán
Marbán is een provincie in het departement Beni in Bolivia. De provincie heeft een oppervlakte van 15.126 km² en heeft 16.331 inwoners (2012). De hoofdstad is Loreto.
Marbán is verdeeld in twee gemeenten:
- Loreto
- San Andrés

Cercado · 
Iténez · 
José Ballivián · 
Mamoré · 
Marbán · 
Moxos · 
Vaca Díez · 
Yacuma